# Liste des députés de l'Aube
 (mai 2025).
Liste des députés de l'Aube

## Circonscriptions
L'Aube compte trois circonscriptions.

## Législatures sous laCinquième République

### Dix-septième Législature (2024- )
| Circonscription           | Député                | Parti | Parti | Suppléant             | Autre mandat                                                    |
| ------------------------- | --------------------- | ----- | ----- | --------------------- | --------------------------------------------------------------- |
| Première circonscription  | Jordan Guitton        |       | RN    | Adrien Thiébaut       | Conseiller régional du Grand Est Conseiller municipal de Troyes |
| Deuxième circonscription  | Valérie Bazin-Malgras |       | LR    | Bernard De La Hamayde | Conseillère municipale de Troyes                                |
| Troisième circonscription | Angélique Ranc        |       | RN    | Nicolas Croquet       | Conseillère régionale du Grand Est                              |

### Seizième Législature (2022-2024)
| Circonscription           | Député                | Parti | Parti | Suppléant             | Autre mandat                                                    |
| ------------------------- | --------------------- | ----- | ----- | --------------------- | --------------------------------------------------------------- |
| Première circonscription  | Jordan Guitton        |       | RN    | Katia Da Rocha        | Conseiller régional du Grand Est Conseiller municipal de Troyes |
| Deuxième circonscription  | Valérie Bazin-Malgras |       | LR    | Bernard De La Hamayde | Conseillère municipale de Troyes                                |
| Troisième circonscription | Angélique Ranc        |       | RN    | Nicolas Croquet       | Conseillère régionale du Grand Est                              |

### Quinzième Législature (2017–2022)
| Circonscription           | Député                | Parti | Parti | Suppléant          | Autre mandat                     |
| ------------------------- | --------------------- | ----- | ----- | ------------------ | -------------------------------- |
| Première circonscription  | Grégory Besson-Moreau |       | REM   | Nicolas Bideaux    |                                  |
| Deuxième circonscription  | Valérie Bazin-Malgras |       | LR    | Jean-Claude Mathis | Conseillère municipale de Troyes |
| Troisième circonscription | Gérard Menuel         |       | LR    | Annie Rousseau     | Adjoint au maire de Troyes       |

### Quatorzième Législature (2012-2017)
| Circonscription           | Député             | Parti | Parti | Suppléant      | Autre mandat                                                                      |
| ------------------------- | ------------------ | ----- | ----- | -------------- | --------------------------------------------------------------------------------- |
| Première circonscription  | Nicolas Dhuicq     |       | UMP   | Marc Sebeyran  | Maire de Brienne-le-Château.                                                      |
| Deuxième circonscription  | Jean-Claude Mathis |       | UMP   | Alain Balland  | Maire des Riceys Vice-Président du Conseil général de l'Aube (Canton des Riceys). |
| Troisième circonscription | François Baroin    |       | UMP   | Gérard Menuel  | Maire de Troyes. Élu sénateur le 28 septembre 2014.                               |
| Troisième circonscription | Gérard Menuel      |       | UMP   | Annie Rousseau | Adjoint au maire de Troyes, élu lors d'une élection partielle le 14 décembre 2014 |

### Treizième Législature (2007-2012)
| Circonscription           | Député             | Parti | Parti | Suppléant     | Autre mandat                                                                                            |
| ------------------------- | ------------------ | ----- | ----- | ------------- | --- |
| Première circonscription  | Nicolas Dhuicq     |       | UMP   | Joël Rapinat  | Maire de Brienne-le-Château Conseiller général du Canton de Brienne-le-Château (→ 2011)                 |
| Deuxième circonscription  | Jean-Claude Mathis |       | UMP   | Alain Balland | Maire des Riceys Vice-Président du Conseil général de l'Aube (Canton des Riceys).                       |
| Troisième circonscription | François Baroin    |       | UMP   | Gérard Menuel | Maire de Troyes Remplacé par Gérard Menuel le 23 mars 2010 à la suite de sa nomination au gouvernement. |

### Douzième Législature (2002-2007)
| Circonscription           | Député             | Parti | Parti | Suppléant      | Autre mandat                                                                                              |
| ------------------------- | ------------------ | ----- | ----- | -------------- | --- |
| Première circonscription  | Pierre Micaux      |       | UMP   | Nicolas Dhuicq | |
| Deuxième circonscription  | Jean-Claude Mathis |       | UMP   | Alain Balland  | Maire des Riceys Vice-Président du Conseil général de l'Aube (Canton des Riceys                           |
| Troisième circonscription | François Baroin    |       | UMP   | Gérard Menuel  | Maire de Troyes Remplacé par Gérard Menuel le 3 juillet 2005 à la suite de sa nomination au gouvernement. |

### Onzième Législature (1997-2002)
| Circonscription           | Député          | Parti | Parti | Suppléant          | Autre mandat                  |
| ------------------------- | --------------- | ----- | ----- | ------------------ | ----------------------------- |
| Première circonscription  | Pierre Micaux   |       | UDF   | Claude Bertrand    |                               |
| Deuxième circonscription  | Robert Galley   |       | RPR   | Jean-Claude Mathis |                               |
| Troisième circonscription | François Baroin |       | RPR   | Gérard Menuel      | Maire de Troyes (Depuis 1995) |

### Dixième Législature (1993-1997)
| Circonscription           | Député          | Parti | Parti | Suppléant         | Autre mandat |
| ------------------------- | --------------- | ----- | ----- | ----------------- | --- |
| Première circonscription  | Pierre Micaux   |       | UDF   | Claude Bertrand   | |
| Deuxième circonscription  | Robert Galley   |       | RPR   | Patrick Goubeault | Maire de Troyes (→ 1995)                                                                                                   |
| Troisième circonscription | François Baroin |       | RPR   | Gérard Menuel     | Maire de Troyes (à partir de 1995) Remplacé par Gérard Menuel le 19 juin 1995 à la suite de sa nomination au gouvernement. |

### Neuvième Législature (1988-1993)
| Circonscription           | Député          | Parti | Parti | Suppléant     | Autre mandat                                   |
| ------------------------- | --------------- | ----- | ----- | ------------- | ---------------------------------------------- |
| Première circonscription  | Pierre Micaux   |       | UDF   | Robert Royer  |                                                |
| Deuxième circonscription  | Robert Galley   |       | RPR   | Georges Royer | Maire de Troyes                                |
| Troisième circonscription | Michel Cartelet |       | PS    | Albert Danilo | Maire de Romilly-sur-Seine (à partir de 1989). |

### Huitième Législature (1986-1988)
Scrutin proportionnel plurinominal par département
| Liste   | Député          | Parti | Parti | Suppléant        | Autre mandat    |
| ------- | --------------- | ----- | ----- | ---------------- | --------------- |
| PS      | Michel Cartelet |       | PS    | pas de suppléant |                 |
| RPR-UDF | Robert Galley   |       | RPR   | pas de suppléant | Maire de Troyes |
| RPR-UDF | Pierre Micaux   |       | UDF   | pas de suppléant |                 |

### Septième Législature (1981-1986)
| Circonscription           | Député          | Parti | Parti | Suppléant         | Autre mandat    |
| ------------------------- | --------------- | ----- | ----- | ----------------- | --------------- |
| Première circonscription  | Pierre Micaux   |       | UDF   | Jean-Pierre Davot |                 |
| Deuxième circonscription  | Robert Galley   |       | RPR   | Jacques Delhalle  | Maire de Troyes |
| Troisième circonscription | Michel Cartelet |       | PS    | Paulette Steffann |                 |

### Sixième Législature (1978-1981)
| Circonscription           | Député        | Parti | Parti | Suppléant         | Autre mandat                                                                                             |
| ------------------------- | ------------- | ----- | ----- | ----------------- | --- |
| Première circonscription  | Pierre Micaux |       | UDF   | Jean-Pierre Davot | |
| Deuxième circonscription  | Robert Galley |       | RPR   | Jacques Delhalle  | Maire de Troyes Remplacé par Jacques Delhalle le 7 mai 1978 à la suite de sa nomination au gouvernement. |
| Troisième circonscription | Paul Granet   |       | UDF   | Raoul Honnet      | |

### Cinquième Législature (1973-1978)
| Circonscription           | Député         | Parti | Parti | Suppléant        | Autre mandat                                                                                             |
| ------------------------- | -------------- | ----- | ----- | ---------------- | --- |
| Première circonscription  | André Gravelle |       | PS    | Jean Rivet       | |
| Deuxième circonscription  | Robert Galley  |       | UDR   | Jacques Delhalle | Maire de Troyes Remplacé par Jacques Delhalle le 7 mai 1973 à la suite de sa nomination au gouvernement. |
| Troisième circonscription | Paul Granet    |       | UDR   | Raoul Honnet     | Remplacé par Raoul Honnet le 10 juillet 1974 à la suite de sa nomination au gouvernement.                |

### Quatrième Législature (1968-1973)
| Circonscription           | Député        | Parti | Parti | Suppléant        | Autre mandat |
| ------------------------- | ------------- | ----- | ----- | ---------------- | --- |
| Première circonscription  | Louis Briot   |       | UDR   | Roger Mauclaire  | |
| Deuxième circonscription  | Robert Galley |       | UDR   | Jacques Delhalle | Maire de Troyes (à partir de 1972) Remplacé par Jacques Delhalle le 13 août 1968 à la suite de sa nomination au gouvernement. |
| Troisième circonscription | Paul Granet   |       | UDR   | Pierre Labonde   | |

### Troisième Législature (1967-1968)
| Circonscription           | Député        | Parti | Parti | Suppléant       | Autre mandat           |
| ------------------------- | ------------- | ----- | ----- | --------------- | ---------------------- |
| Première circonscription  | Louis Briot   |       | UD-Ve | Roger Mauclaire |                        |
| Deuxième circonscription  | Bernard Pieds |       | SFIO  | Roger Dossot    | Maire de Bar-sur-Seine |
| Troisième circonscription | Paul Granet   |       | UD-Ve | Pierre Labonde  |                        |

### Deuxième Législature (1962-1967)
| Circonscription           | Député      | Parti | Parti   | Suppléant       | Autre mandat                                                               |
| ------------------------- | ----------- | ----- | ------- | --------------- | -------------------------------------------------------------------------- |
| Première circonscription  | Louis Briot |       | UNR-UDT | Roger Mauclaire |                                                                            |
| Deuxième circonscription  | Henri Terré |       | RI      | Louis Guillemin | Maire de Troyes Président du Conseil général de l'Aube (Canton de Troyes-3 |
| Troisième circonscription | Jean Durlot |       | UNR-UDT | Jacques Maudoux | Conseiller général du Canton de Troyes-2                                   |

### Première Législature (1958-1962)
| Circonscription           | Député          | Parti | Parti | Suppléant       | Autre mandat                                                                 |
| ------------------------- | --------------- | ----- | ----- | --------------- | ---------------------------------------------------------------------------- |
| Première circonscription  | Louis Briot     |       | UNR   | Roger Mauclaire |                                                                              |
| Deuxième circonscription  | Henri Terré     |       | CNI   | Pierre Labonde  | Maire de Troyes Président du Conseil général de l'Aube (Canton de Troyes-3   |
| Troisième circonscription | Bernard Laurent |       | MRP   | Hubert Johner   | Maire de Marigny-le-Châtel Conseiller général du Canton de Marcilly-le-Hayer |

## Quatrième République

### Troisième législature (1956-1958)
Marcel Noël (PCF)
Germain Rincent (SFIO)
André Mutter (IPAS)
Charles Courrier (UFF)

### Deuxième Législature (1951-1956)
Marcel Noël (PCF)
Germain Rincent (SFIO)
André Mutter (CRAPS-DI)
Louis Briot (RPF)

### Ire Législature (1946-1951)
- André Mutter (PRL)
- Marcel Noël (PCF)
- Germain Rincent (SFIO)
- Henri Roulon (PRL)

## Gouvernement Provisoire de la République Française

### Deuxième assemblée constituante (juin-novembre 1946)
- André Mutter (PRL)
- Marcel Noël (PCF)
- Germain Rincent (SFIO)
- Henri Roulon (PRL)

### Première assemblée constituante (1945-1946)
Raymond Guyot (PCF)
Germain Rincent (SFIO)
André Mutter (PRL)
Henri Roulon (PRL)

## Troisième République

### Assemblée nationale (1871 - 1876)
- Nicolas Lignier, Gauche républicaine, démissionne le 19 mai 1873, remplacé par Félix Gustave Saussier, Centre gauche
- Charles Lambert de Sainte-Croix, Centre droit
- Joseph Arsène Blavoyer, Centre droit
- Auguste Casimir-Perier, Centre gauche
- Amédée Gayot, Centre gauche
- Louis Parigot, Centre droit, décédé le 12 août 1875, non remplacé

### Ire Législature (1876 - 1877)
- Jean Casimir-Perier
- Léon Piot
- Henri Fréminet
- Antoine Tezenas
- Louis Rouvre

### IIe législature (1877 - 1881)
- Jean Casimir-Perier
- Henri Fréminet
- Richard de Lédignan
- Louis Rouvre décédé en 1880, remplacé par Charles Doyen
- Antoine Tezenas

### IIIe législature (1881 - 1885)
- Jean Casimir-Perier
- Richard de Lédignan
- Claude Baltet
- Eugène Bacquias
- Casimir Michou
- Antoine Tezenas

### IVe législature (1885 - 1889)
- Jean Casimir-Perier
- Richard de Lédignan décédé en 1886, remplacé par Jean-Baptiste Charonnat
- Claude Baltet
- Casimir Michou

### Ve législature (1889 - 1893)
- Nogent : Jean Casimir-Perier, Républicain
- Troyes-2 : Eugène Rambourgt, Républicain
- Bar-sur-Aube : Paul Edmond Thierry-Delanoue, Républicain
- Troyes-1 : Louis Auguste Royer, Républicain
- Arcis : Ernest Armand, Droite
- Bar-sur-Seine : Casimir Michou, Républicain

Source : journal Le Temps du 24 septembre et du 8 octobre 1889 sur Gallica,.

### VIe législature (1893 - 1898)
- Nogent :  Jean Casimir-Perier,  Républicain, élu président de la République en 1894 remplacé par François Bachimont,  Républicain radical
- Troyes-2 :Charles Dutreix, Radical
- Arcis : Henri Castillard, Républicain
- Bar-sur-Aube : Paul Edmond Thierry-Delanoue, Républicain
- Troyes-1 : Jean-Baptiste Charonnat, Radical
- Bar-sur-Seine : Casimir Michou, Républicain

Source : journal Le Temps du 22 août et du 5 septembre 1893 sur Gallica,.

### VIIe législature (1898 - 1902)
- Troyes-2 : Charles Dutreix, Radical socialiste, décédé en 1899, remplacé par Gaston Arbouin, Radical socialiste
- Arcis : Henri Castillard, Républicain
- Bar-sur-Seine : Albert Guyard, Républicain
- Nogent : François Bachimont, Radical socialiste
- Bar-sur-Aube : Paul Edmond Thierry-Delanoue, Républicain
- Troyes-1 : Jean-Baptiste Charonnat, Radical socialiste

Source : journal Le Temps du 10 mai et du 24 mai 1898 sur Gallica,.

### VIIIe législature (1902 - 1906)
- Bar-sur-Seine : Paul Meunier, Radical
- Troyes-2 : Gaston Arbouin, Radical Socialiste
- Arcis : Henri Castillard, Républicain ministériel
- Nogent : François Bachimont, Radical
- Bar-sur-Aube : Paul Edmond Thierry-Delanoue, Républicain ministériel
- Troyes-1 : Jean-Baptiste Charonnat, Radical

Source : journal Le Temps du 29 avril et du 13 mai 1902 sur Gallica,.

### IXe législature (1906 - 1910)
- Bar-sur-Seine : Paul Meunier, Radical
- Arcis-sur-Aube : Henri Castillard, Radical, élu sénateur en 1909, non remplacé
- Troyes-2 : Léandre Nicolas, Socialiste
- Nogent : François Bachimont, Radical Socialiste
- Bar-sur-Aube : Paul Edmond Thierry-Delanoue, Républicain progressiste
- Troyes-1 : Jean-Baptiste Charonnat, Radical Socialiste

Sources : Journal Le Temps du 6 et du 22 mai 1906 sur Gallica - ,.

### Xe législature (1910 - 1914)
- Bar-sur-Seine : Paul Meunier, Radical socialiste
- Troyes-1 : Raymond Berniolle, Gauche radicale
- Arcis : Laurent Théveny, Gauche démocratique
- Troyes-2 : Léandre Nicolas, Socialistes unifiés
- Nogent : François Bachimont, Radical socialiste
- Bar-sur-Aube : Paul Edmond Thierry-Delanoue, Républicain progressiste

Sources : Journal Le Temps du 24 avril et du 8 mai 1910 sur Gallica - ,.

### XIe législature (1914 - 1919)
- Bar-sur-Seine : Paul Meunier, Républicain socialiste
- Troyes-1 : Isidore Philbois, SFIO
- Arcis : Laurent Théveny, Gauche démocratique
- Nogent : François Bachimont, Radical socialiste
- Bar-sur-Aube : Paul Edmond Thierry-Delanoue, Gauche démocratique
- Troyes-2 : Charles Lacotte, Socialiste indépendant, invalidé le 7 juillet 1914, non remplacé

Sources : Journal Le Temps du 28 avril et du 12 mai 1914 sur Gallica - ,.

### XIIe législature (1919 - 1924)
Les élections législatives de 1919 furent organisées au scrutin proportionnel de liste. Elles marquèrent au niveau national la victoire du "Bloc national" de centre-droit.
Liste de l'ordre et de la rénovation française
- Charles Lacotte, Non-inscrit

Liste d'union républicaine
- Victor Lesaché, Gauche républicaine démocratique
- Édouard Berthelemot, Parti radical et radical-socialiste
- Alexandre Israël, Parti radical et radical-socialiste
- Laurent Théveny, Gauche républicaine démocratique

Liste du Parti socialiste unifié
- Isidore Philbois, SFIO puis PC-SFIC

Source : Barodet, sur le site de l'Assemblée Nationale - https://bibnum.sciencespo.fr/s/catalogue/ark:/46513/sc16m2kz#?c=&m=&s=&cv=

### XIIIe législature (1924 - 1928)
Les élections législatives de 1924 furent organisées au scrutin proportionnel de liste. Elles marquèrent au niveau national national la victoire du "Cartel des gauches".
Liste du Parti républicain démocratique et social
- Victor Lesaché, Gauche républicaine démocratique
- Laurent Théveny, Gauche républicaine démocratique, décédé le 14 septembre 1927, non remplacé
- Adolphe de Launay, Union républicaine démocratique, conseiller général, décédé le 16 mars 1927, remplacé par Camille Bouhenry, Républicains de gauche, élu le 12 juin 1927

Source : Barodet, sur le site de l'Assemblée Nationale - https://bibnum.sciencespo.fr/s/catalogue/ark:/46513/sc16m1m0#?c=&m=&s=&cv=

### XIVe législature (1928 - 1932)
Les élections législatives furent au scrutin d'arrondissement majoritaire à deux tours de 1928 à 1936.
- Troyes-1 : Léon Boisseau, Républicain de gauche (modéré)
- Bar-sur-Aube/Bar-sur-Seine : Maurice Robert, Radical-socialiste
- Troyes-2 : Jacques Dollat, Indépendant de gauche
- Arcis/Nogent : Camille Bouhenry, Républicain de gauche (modéré)

Source : Élections législatives 22-29 avril 1928 de Georges Lachapelle - https://gallica.bnf.fr/ark:/12148/bpt6k320439r.texteImage#

### XVe législature (1932 - 1936)
- Troyes-1 : René Plard, Unité Ouvrière, soutenu par le PC-SFIC
- Arcis / Nogent : Émile Brachard, Radical-socialiste
- Bar-sur-Aube / Bar-sur-Seine : Maurice Robert, Radical-socialiste
- Troyes-2 : Fernand Gentin, Radical-socialiste

### XVIe législature (1936 - 1940)
- Troyes-1 : René Plard, Parti d'unité prolétarienne
- Arcis / Nogent : Émile Brachard, Radical-socialiste, décédé le 31 décembre 1944
- Bar-sur-Aube / Bar-sur-Seine : Maurice Robert, Radical-socialiste
- Troyes-2 : Fernand Gentin, Radical-socialiste

## Second Empire

### Irelégislature(1852-1857)
- Amant de Rambourgt
- Memmie-Rose de Maupas

### IIelégislature(1857-1863)
- Amant de Rambourgt
- Memmie-Rose de Maupas nommé sénateur en 1861, remplacé par Auguste Godard d'Aucour de Plancy

### IIIelégislature(1863-1869)
- Amant de Rambourgt décédé en 1868
- Auguste Godard d'Aucour de Plancy

### IVelégislature(1869-1870)
- Auguste Godard d'Aucour de Plancy
- Désiré Argence

## IIeRépublique
Élections au suffrage universel masculin à partir de 1848

### Assemblée nationale constituante (1848-1849)
- Joseph Arsène Blavoyer
- Nicolas Lignier
- Amédée Gayot
- Jean Millard
- Augustin African Stourm
- Pierre Nicolas Gerdy
- Jean Delaporte

### Assemblée nationale législative (1849-1851)
- Auguste Godard d'Aucour de Plancy
- Joseph Arsène Blavoyer
- Auguste Casimir-Perier
- Guillaume Pavée de Vandeuvre
- Eugène Alexandre Husson

## Chambre des députés (Monarchie de Juillet)

### IreLégislature(1830-1831)
- Guillaume Gabriel Pavée de Vandeuvre
- Casimir Perier
- Pierre Arnauld de La Briffe

### IIeLégislature(1831-1834)
- Charles Toussaint Frédéric Demeufve
- Pierre Gallimard-Carreau
- Guillaume Gabriel Pavée de Vandeuvre
- Casimir Perier décédé en 1832, remplacé par Nicolas Vernier-Guérard

### IIIeLégislature(1834-1837)
- Charles Toussaint Frédéric Demeufve
- Guillaume Gabriel Pavée de Vandeuvre
- Adrien de Mesgrigny
- Nicolas Vernier-Guérard

### IVeLégislature(1837-1839)
- Augustin African Stourm
- Charles Toussaint Frédéric Demeufve
- Jean-François Armand
- Adrien de Mesgrigny

### VeLégislature(1839-1842)
- Augustin African Stourm
- Charles Toussaint Frédéric Demeufve
- Jean-François Armand
- Adrien de Mesgrigny

### VIeLégislature(1842-1846)
- Augustin African Stourm
- Charles Toussaint Frédéric Demeufve
- Jean-François Armand
- Adrien de Mesgrigny

### VIIeLégislature(17/08/1846-24/02/1848)
- Augustin African Stourm
- Charles Toussaint Frédéric Demeufve
- Jean-François Armand
- Adrien de Mesgrigny

## Chambre des députés des départements (2eRestauration)

### Irelégislature(1815–1816)
- Pierre Arnauld de La Briffe
- Victor Paillot de Loynes
- Antoine Edme Delahuproye

### IIelégislature(1816-1823)
- Guillaume Gabriel Pavée de Vendeuvre
- Pierre-Prudent de Vandeuvre-Bazile
- Pierre Arnauld de La Briffe
- Nicolas Vernier-Guérard
- Victor Paillot de Loynes

### IIIelégislature(1824-1827)
- Charles-Jacques de Fadate de Saint-Georges
- Victor Alexandre Masson
- Pierre-Prudent de Vandeuvre-Bazile

### IVelégislature(1828-1830)
- Guillaume Gabriel Pavée de Vendeuvre
- Casimir Perier
- Pierre Arnauld de La Briffe

### Velégislature(23 juin 1830-28 juillet 1830)
- Guillaume Gabriel Pavée de Vendeuvre
- Casimir Perier
- Pierre Arnauld de La Briffe

## Chambre des représentants (Cent-Jours)
- François Placide Ferrand
- Alexandre-Claude Payn
- Jean-Baptiste Charton
- Alexandre Edme Gabriel Bertrand
- Jacques-Jean-Baptiste Duchastel-Berthelin
- Marc-Antoine Sirugue
- Gangulphe Andryane
- Nicolas Louis Legouest

## Chambre des députés des départements (1reRestauration)
- Marc-Antoine Sirugue
- Lambert Rivière

## Corps législatif(1800-1814)
- Joseph Louis Mennessier
- Jacques Philippe Morisot-Gratte-Pain
- Marc-Antoine Sirugue
- Lambert Rivière
- Gilles Félix Lerouge-Collinet

## Conseil des Cinq-Cents(1795-1799)
- Jean Joseph Antoine Bosc
- Joseph Nicolas Pierret
- Jean Thomas Bonnemain
- Jacques-Jean-Baptiste Duchastel-Berthelin
- Joseph Louis Mennessier
- Edme-Bonaventure Courtois
- Lambert Rivière
- Claude Duval de Fraville
- François-Joseph Jary

## Convention nationale(1792-1795)
- Antoine Nicolas Ludot
- Joseph Nicolas Pierret
- Alexandre Edme David-Delisle
- Louis Antoine Joseph Robin
- Jean Thomas Bonnemain
- Edme-Bonaventure Courtois
- Pierre Nicolas Perrin
- Claude Duval de Fraville
- Jean-Paul Rabaut Saint-Étienne
- Antoine Marie Charles Garnier
- Jean-Claude Douge

## Assemblée législative (1791-1792)
- Jacques Claude Beugnot
- Jacques Edme Régnault de Beaucaron
- Louis Antoine Joseph Robin
- Edme-Bonaventure Courtois
- Pierre Nicolas Perrin
- Nicolas Chaponnet
- Nicolas Hugot
- Toussaint Maizières
- Pierre Louis Sissous

## États généraux puis Assemblée constituante de 1789
C'est alors le bailliage de Bar-sur-Seine. C'est un bailliage principal sans secondaire. (4 députés)
- Clergé.
  - 1. Bluget (Nicolas), écuyer, docteur en Sorbonne, prêtre-curé des trois bourgs des Riceys.

- Noblesse.
  - 2. Crussol d'Uzès (Emmanuel-Henri-Charles, baron de), maréchal de camp, chevalier, de Saint-Louis, de N.-D. du Mont Carmel et de Saint-Lazare de Jérusalem, gouverneur châtelain de la grossetour de Laon, grand bailli d'épée au bailliage et siège royal de la ville et comté de Bar-sur-Seine.

- Tiers état.
  - 3. Bouchotte (Pierre-Paul-Alexandre), procureur du roi sur le fait des aides, tailles et autres impôts du comté de Bar-sur-Seine.
  - 4. Jean Nicolas Jacques Parisot, avocat en parlement, demeurant à Ricey-Haute-Rive.

### Suppléants. (2)
- Clergé.
  - 1. Le Bon (Louis), curé de Polisot.

- Noblesse.
  - 2. Coëtlosquet (Jean-Yves-François de Coëtlosquet, vicomte de), ancien colonel en second du régiment Dauphin-infanterie, seigneur de Balnot-le-Châtel.